# Międzywręg
Międzywręg – w konstrukcji lotniczej, okrętowej i ogólnie inżynierii strukturalnej, to odcinek poszycia znajdujący się pomiędzy dwiema kolejnymi wręgami. Stanowi część układu usztywnień kadłuba statku, okrętu, lub samolotu, zapewniając jego wytrzymałość i stabilność konstrukcyjną. Jest to fragment konstrukcji, który nie posiada własnych poprzecznych wzmocnień, a jego wytrzymałość zależy głównie od poszycia statku lub pokrycia samolotu oraz podłużnic. 